# قوى المركز
قوى المركز وتعرف أيضًا باسم إمبراطوريات المركز، أحد التحالفين الرئيسيين اللذين قاتلا في الحرب العالمية الأولى (1914-1918). كانت تتألف من الإمبراطورية الألمانية والنمسا-المجر والدولة العثمانية ومملكة بلغاريا وكانت تُعرف أيضًا باسم التحالف الرباعي. قاتلت مستعمرات تلك البلدان إلى جانب قوى المركز مثل غينيا الجديدة الألمانية وشرق أفريقيا الألماني، إلى أن احتل الحلفاء جميع مستعمراتهم تقريبًا.
واجهت قوى المركز الهزيمة على يد قوات الحلفاء التي تشكلت حول الوفاق الثلاثي. كان أصل قوى المركز هو تحالف ألمانيا والإمبراطورية النمسا-المجر في 1879. على الرغم من انضمامها اسميًا إلى الحلف الثلاثي من قبل، إلا أن إيطاليا لم تشارك في الحرب العالمية الأولى إلى جانب تلك القوى. ولم تنضم الدولة العثمانية وبلغاريا إلا بعد بدء الحرب العالمية الأولى، على الرغم من احتفاظ السلطنة بعلاقات وثيقة مع كل من ألمانيا والنمسا والمجر منذ بداية القرن العشرين. 

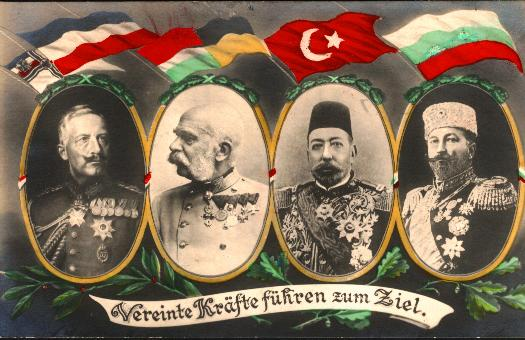

- قادة قوى المركز (من اليسار إلى اليمين):
- قيصر ألمانيا فيلهلم الثاني؛
- وإمبراطور النمسا والمجر فرانز جوزيف؛
- والسلطان العثماني محمد الخامس؛
- وفرديناند الأول ملك بلغاريا
- ويقول التعليق:
- "Vereinte Kräfte führen zum Ziel"
- "القوى المتحدة تقود إلى الهدف"

## الدول الأعضاء
تألفت قوى المركز من الإمبراطورية الألمانية والإمبراطورية النمساوية المجرية في بداية الحرب. ثم انضمت السلطنة العثمانية إليهم لاحقًا من نفس العام 1914، وتلتها مملكة بلغاريا في 1915. واشتق اسم «قوى المركز» من موقع هذه البلدان. حيث تقع تلك الدول الأربع (بما في ذلك مجموعات أخرى دعمتهم باستثناء فنلندا وليتوانيا) بين الإمبراطورية الروسية في الشرق وفرنسا وبريطانيا في الغرب. انضمت إليهم فنلندا وأذربيجان وليتوانيا في 1918 قبل انتهاء الحرب وبعد انهيار الإمبراطورية الروسية.
- الحلفاء وقوى المركز خلال الحرب العالمية الأولى
- قوات الحلفاء
- مستعمرات الحلفاء وممتلكاتها
- قوى المركز
- مستعمرات قوى المركز
- دول محايدة

تألفت القوى المركزية من الدول التالية:

قتلى قوى المركز

| الدولة           | تاريخ دخولها الحرب                        |
| ---------------- | ----------------------------------------- |
| النمسا المجر     | 28 يوليو 1914                             |
| ألمانيا          | 1 أغسطس 1914                              |
| الدولة العثمانية | 2 أغسطس 1914 (سرًا) 29 أكتوبر 1914 (إعلان) |
| بلغاريا          | 14 أكتوبر 1915                            |

|                         |                         | السكان (بالمليون) | الأرض (مليون كم²) | الناتج المحلي الإجمالي ($ مليار) | الناتج المحلي الإجمالي للفرد ($) |
| ----------------------- | ----------------------- | ----------------- | ----------------- | -------------------------------- | -------------------------------- |
| ألمانيا (1914)          | ألمانيا                 | 67.0              | 0.5               | 244.3                            | 3,648                            |
| ألمانيا (1914)          | المستعمرات              | 10.7              | 3.0               | 6.4                              | 601                              |
| ألمانيا (1914)          | المجموع                 | 77.7              | 3.5               | 250.7                            | 3,227                            |
| النمسا المجر (1914)     | النمسا المجر (1914)     | 50.6              | 0.6               | 100.5                            | 1,986                            |
| الدولة العثمانية (1914) | الدولة العثمانية (1914) | 23.0              | 1.8               | 25.3                             | 1,100                            |
| بلغاريا (1915)          | بلغاريا (1915)          | 4.8               | 0.1               | 7.4                              | 1,527                            |
| المجموع                 | المجموع                 | 156.1             | 6.0               | 383.9                            | 2,459                            |

|                  | عدد الجيش  | القتلى             | الجرحى    | الأسرى/المفقودين | مجموع الضحايا | النسبة المئوية للضحايا من إجمالي القوات |
| ---------------- | ---------- | ------------------ | --------- | ---------------- | ------------- | --------------------------------------- |
| ألمانيا          | 13,250,000 | 1,808,546 (13.65%) | 4,247,143 | 1,152,800        | 7,208,489     | 66%                                     |
| النمسا المجر     | 7,800,000  | 922,500 (11.82%)   | 3,620,000 | 2,200,000        | 6,742,500     | 86%                                     |
| الدولة العثمانية | 2,998,321  | 325,000 (10.84%)   | 400,000   | 250,000          | 975,000       | 34%                                     |
| بلغاريا          | 1,200,000  | 75,844 (6.32%)     | 153,390   | 27,029           | 255,263       | 21%                                     |
| الإجمالي         | 25,257,321 | 3,131,890          | 8,419,533 | 3,629,829        | 15,181,252    | 66%                                     |

## المتحاربون

### القادة
المقالة الرئيسة:قادة قوى المركز في الحرب العالمية الأولى

### ألمانيا

#### مبررات الحرب

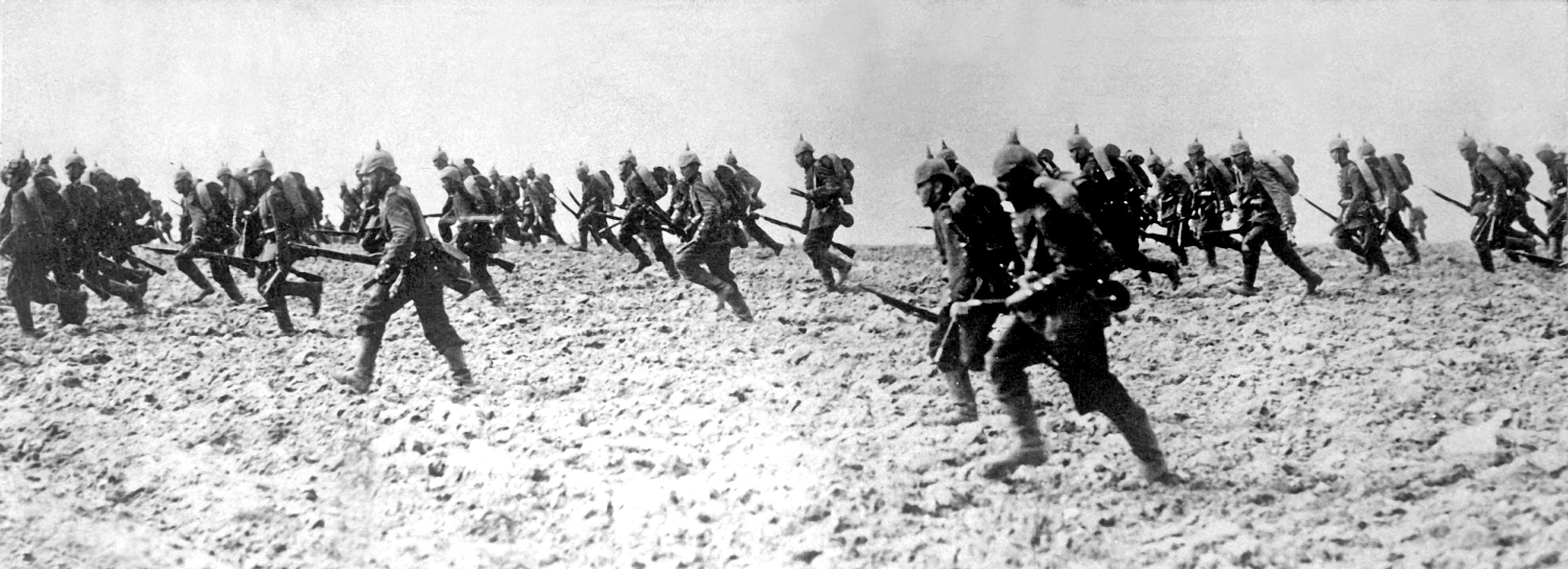
جنود ألمان في ساحة المعركة في أغسطس 1914 على الجبهة الغربية بعد وقت قصير من اندلاع الحرب

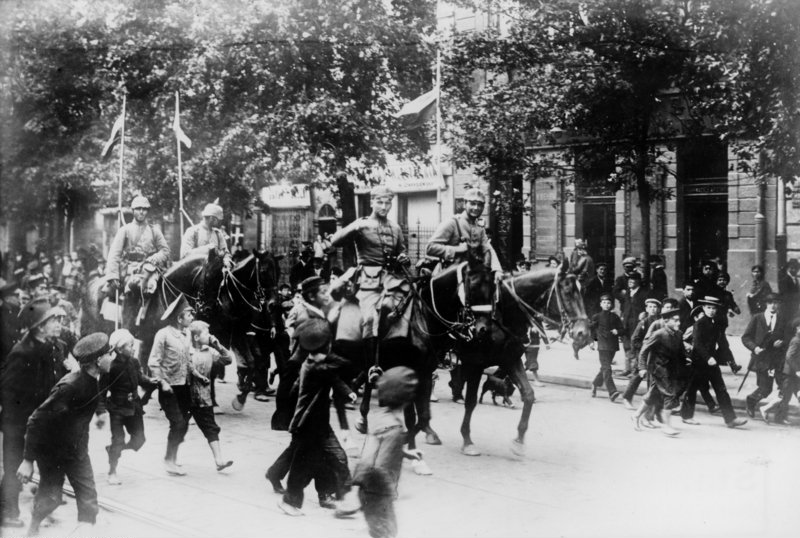
دخول سلاح الفرسان الألماني وارسو سنة 1915

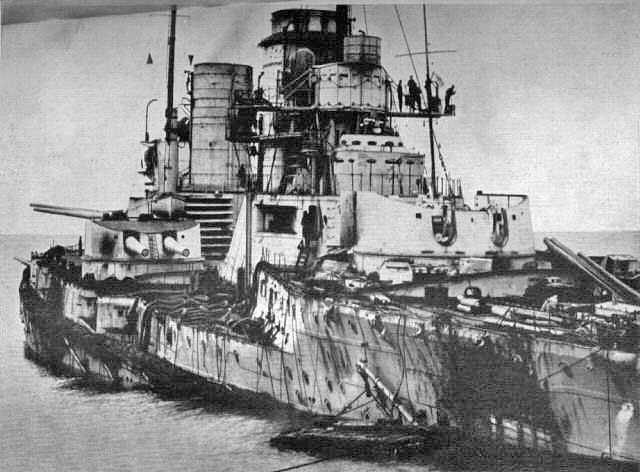
طراد المعركة الألماني سيدليتز متضررًا بشدة بعد معركة يوتلاند

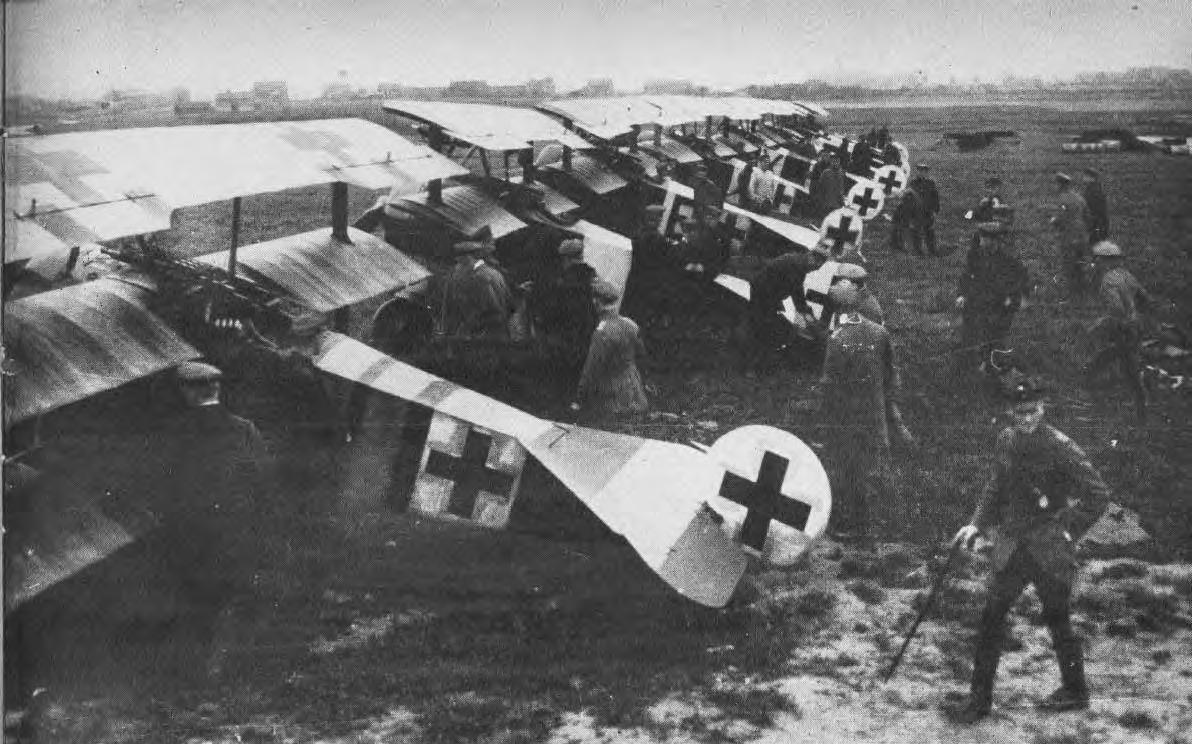
طائرة مقاتلة ألمانية من طراز Fokker Dr.I من طراز Jasta 26 في إرشين في أراض فرنسية احتلتها ألمانيا

بعد اغتيال الأرشيدوق النمساوي فرانز فرديناند واحتمال اندلاع حرب بين النمسا-المجر وصربيا، أبلغ القيصر فيلهلم الثاني والحكومة الألمانية الحكومة النمساوية المجرية في بداية يوليو 1914 أن ألمانيا ستدعم تحالفها مع النمسا المجر والدفاع عنها من التدخل الروسي المحتمل في حالة نشوب حرب بينها وبين صربيا. وعندما قامت روسيا بالتعبئة العامة، رأت ألمانيا أن هذا الفعل استفزازي. فوعدت الحكومة الروسية ألمانيا بأن التعبئة العامة لا تعني التحضير للحرب مع ألمانيا ولكنها ردة فعل على الأحداث بين النمسا-المجر وصربيا. اعتبرت الحكومة الألمانية أن الوعد الروسي بعدم الحرب مع ألمانيا هراء في ضوء التعبئة العامة، فحشدت بدورها للحرب. وفي 1 أغسطس أرسلت ألمانيا إنذارًا نهائيًا إلى روسيا تفيد أنه نظرًا لأن كل من ألمانيا وروسيا هما في حالة تعبئة عسكرية، فهناك حالة حرب فعالة بين البلدين. في وقت لاحق من ذلك اليوم أعلنت فرنسا حليفة روسيا حالة التعبئة العامة.
وفي أغسطس 1914 شنت ألمانيا حربًا على روسيا، متعللة بعدوان روسيا كما يتضح من تعبئة جيشها، مما أدى إلى حشد ألمانيا للرد.
بعد إعلان ألمانيا الحرب على روسيا استعدت فرنسا بسبب تحالفها مع روسيا بالتعبئة العامة متوقعة الحرب. فردت ألمانيا على هذا الإجراء بإعلان الحرب عليها في 3 أغسطس 1914. ثم سنت ألمانيا التي تواجه حربًا على جبهتين ما عُرف باسم خطة شليفن، والتي تتضمن تحرك القوات المسلحة الألمانية عبر بلجيكا لاجتياح فرنسا، والالتفاف جنوبًا باتجاه باريس. كان من المأمول أن تحقق هذه الخطة انتصارًا سريعًا على الفرنسيين والسماح للقوات الألمانية بالتركيز على الجبهة الشرقية. إلا أن بلجيكا كانت دولة محايدة ولن تقبل عبور القوات الألمانية أراضيها. تجاهلت ألمانيا الحياد البلجيكي وغزت البلاد لشن هجوم على باريس. أدى ذلك إلى قيام بريطانيا بإعلان الحرب ضد الإمبراطورية الألمانية، حيث انتهك هذا الإجراء معاهدة لندن (1839) التي وقعتها الدولتان والتي تضمن حياد بلجيكيا والدفاع عنها إذا أخلفت إحداهما.
بعد ذلك أعلنت عدة دول الحرب على ألمانيا في أواخر أغسطس 1914، فأعلنت إيطاليا الحرب على النمسا-المجر في 1915 وألمانيا في 27 أغسطس 1916، وأعلنت الولايات المتحدة الحرب على ألمانيا في 6 أبريل 1917، وأعلنت اليونان الحرب على ألمانيا في يوليو 1917. .

#### المستعمرات والبلدان الخاضعة لها
أوروبا
بعد تأسيس الألزاس واللورين سنة 1871 سيطرت الإمبراطورية الألمانية عليها باعتبارها «منطقة إمبراطورية» أخذتها من فرنسا بعد الحرب الفرنسية البروسية، واعتبرتها جزء من السيادة الألمانية.
أفريقيا
كانت لدى ألمانيا أربع مستعمرات أفريقية في وقت الحرب العالمية الأولى. فقامت قوات الحلفاء بغزو واحتلال 3 من 4 مستعمرات ألمانية أفريقية خلال الحرب، فقط قوة بول فون ليتو فوربيك الألمانية في شرق أفريقيا الألمانية التي صمدت أمام الحلفاء حتى قبول الهدنة. والمستعمرات الأفريقية هي:الكاميرون وشرق أفريقيا الألمانية وتوغولاند وجنوب غرب أفريقيا الألمانية.
آسيا
كان امتياز خليج كياوتشو تبعية ألمانية في شرق آسيا مستأجرة من الصين سنة 1898. احتلتها القوات اليابانية بعد حصار تسينغتاو.
المحيط الهادئ
كانت غينيا الجديدة الألمانية محمية ألمانية في المحيط الهادئ. فاحتلتها القوات الأسترالية سنة 1914. وكذلك ساموا الألمانية كانت محمية ألمانية في أعقاب الاتفاقية الثلاثية. فاحتلتها قوة المشاة النيوزيلندية سنة 1914.

### النمسا-المجر

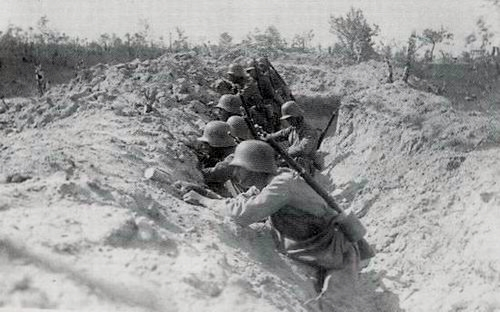
جنود نمساويون مجريون في خندق على الجبهة الإيطالية

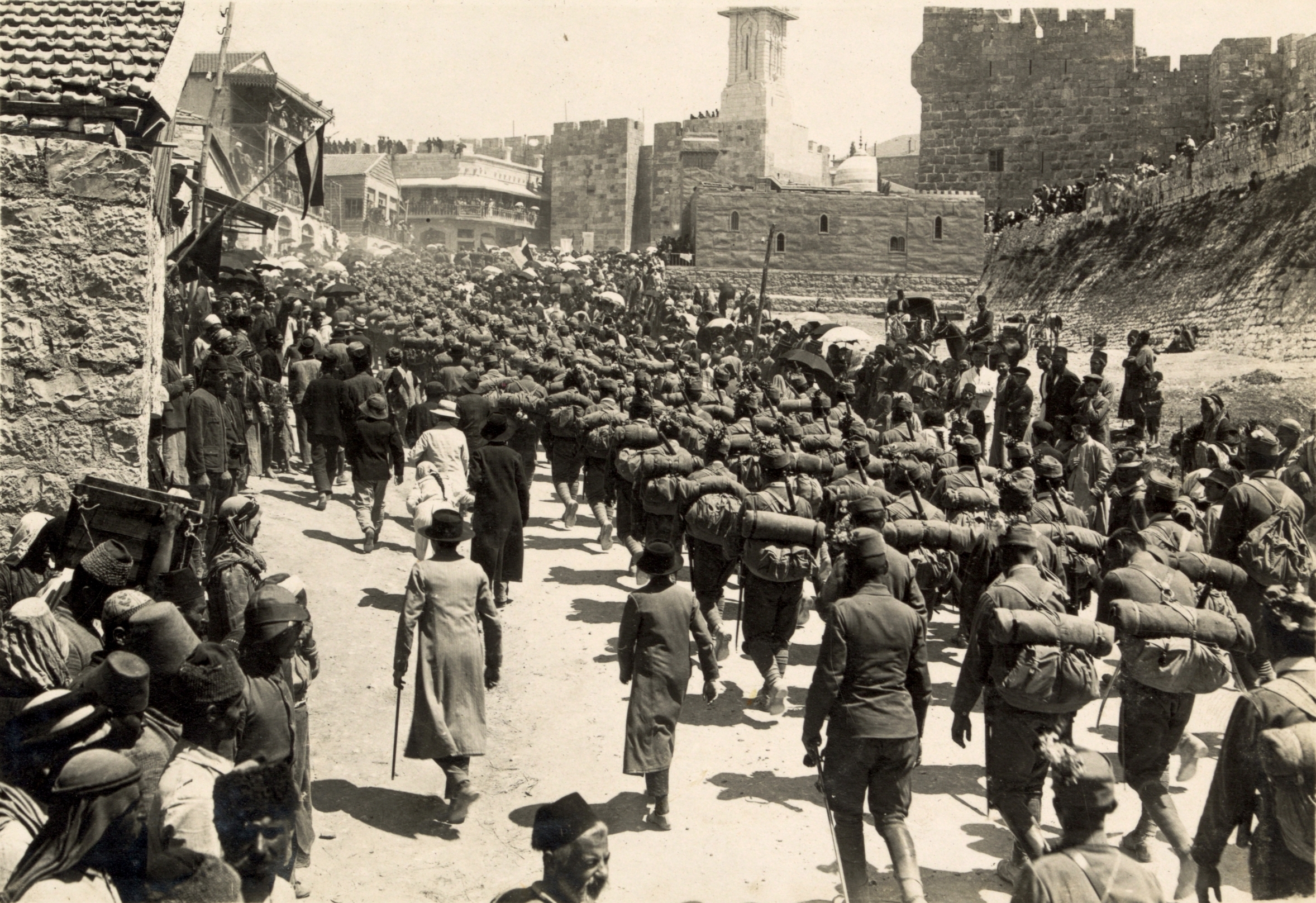
جنود نمساويون مجريون يسيرون في جبل صهيون في القدس العثمانية، خلال حملة الشرق الأوسط

#### مبررات الحرب
اعتبرت النمسا-المجر اغتيال الأرشيدوق النمساوي فرانز فرديناند على أنه مدبر بمساعدة صربيا. اعتبرت البلاد عملية الاغتيال بمثابة سابقة خطيرة لتشجيع سكان السلاف الجنوبيين في البلاد على التمرد والتهديد بتمزيق دولة متعددة الجنسيات. أرسلت النمسا-المجر رسميًا إنذارًا نهائيًا إلى صربيا للمطالبة بإجراء تحقيق شامل حول تواطؤ الحكومة الصربية في الاغتيال وأن تمتثل بالكامل للشروط التي طالبت بها. وافقت صربيا على معظم المطالب، إلا أن النمسا-المجر اعتبرت أن هذا غير كاف واستخدمت عدم الامتثال الكامل تبريرًا التدخل العسكري. تم النظر إلى تلك المطالب على أنها غطاء دبلوماسي لما كان سيصبح إعلانًا حتميًا للحرب النمساوية المجرية على صربيا.
كانت روسيا قد حذرت النمسا-المجر من أن الحكومة الروسية لن تتسامح مع غزوها لصربيا. ولكن دعم ألمانيا لها جعل الحكومة النمساوية المجرية تأمل ألا تتدخل روسيا وأن يظل الصراع مع صربيا نزاعًا إقليميًا.
أدى غزو النمسا-المجر لصربيا إلى إعلان روسيا الحرب على عليها، فأعلنت ألمانيا بدورها الحرب على روسيا مما أدى إلى صدام التحالفات التي أشعلت الحرب العالمية.
القطر
تم تقسيم النمسا-المجر داخليًا إلى دولتين مع حكومتيهما، واندمجتا بحكم واحد تحت عرش هابسبورغ. احتوت سيسليثانيا النمساوية على دوقيات وإمارات مختلفة وممالك أيضًا مثل مملكة بوهيميا ودالماسيا وغاليسيا ولودوميريا. أما المجموعة المجرية ترانلثانيا فتتألف من مملكة المجر ومملكة كرواتيا - سلافونيا. في البوسنة والهرسك تم تقاسم السلطة السيادية بين كل من النمسا والمجر.

### الدولة العثمانية

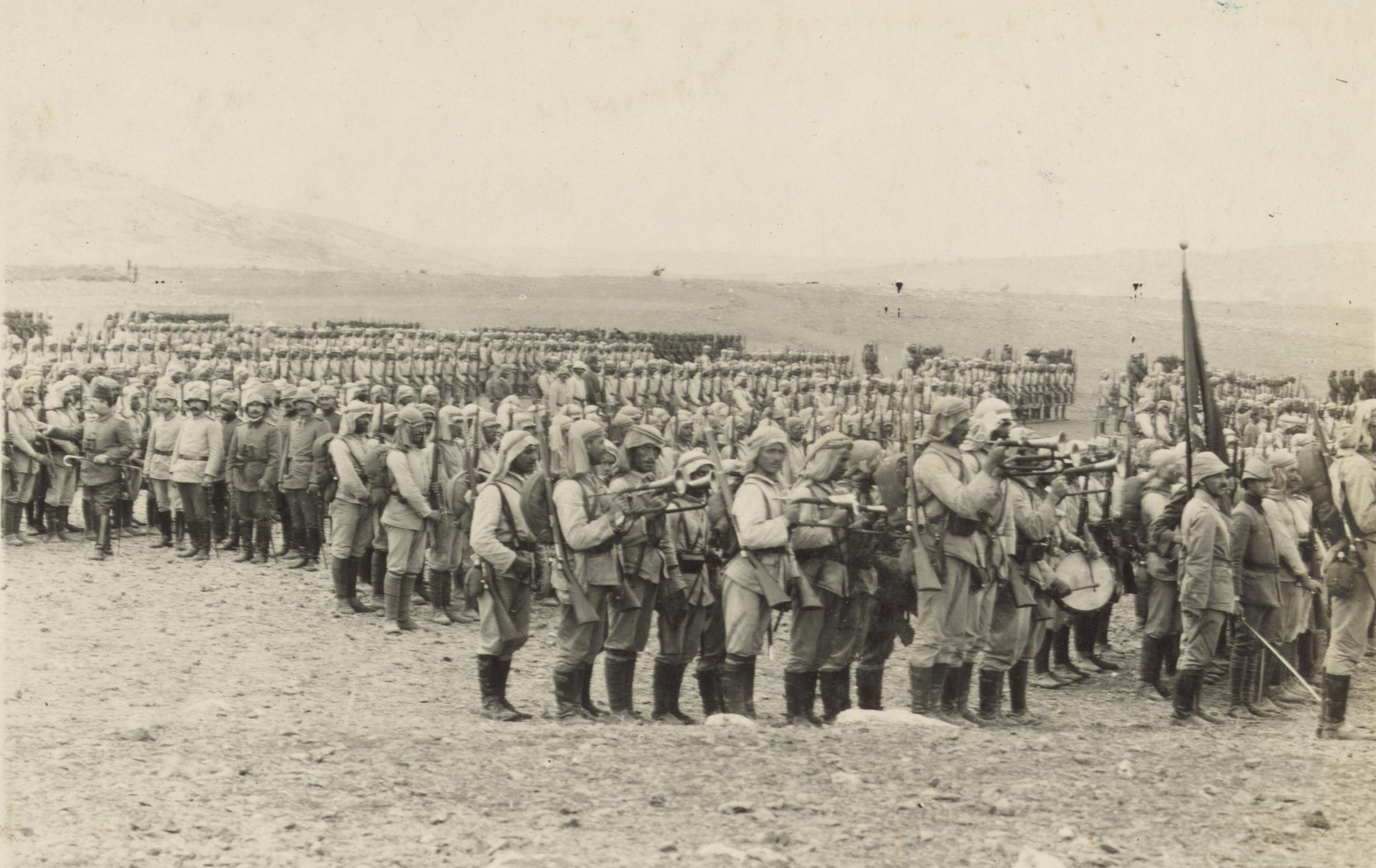
جنود عثمانيون في استعدادات عسكرية للهجوم على قناة السويس في حملة سيناء وفلسطين سنة 1914

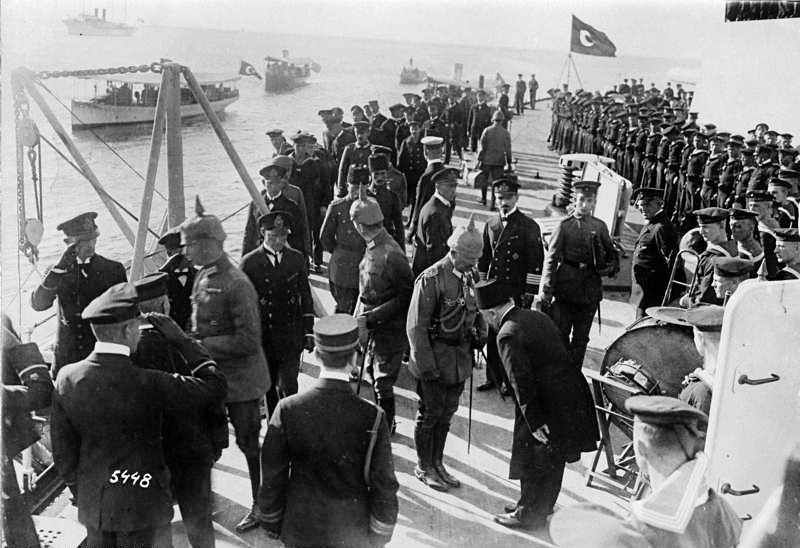
زيارة فيلهلم الثاني للطراد سلطان سليم ياووز بإستانبول سنة 1917

#### مبررات الحرب
انضمت الدولة العثمانية إلى الحرب إلى جانب قوى المركز في نوفمبر 1914. وقد كانت لها مع ألأمانيا روابط اقتصادية قوية من خلال مشروع سكة حديد برلين-بغداد الذي لم يكتمل في ذلك الوقت. وعقدت تحالفًا رسميًا مع ألمانيا تم توقيعه في 2 أغسطس 1914. توقع تحالف قوى المركز أن تدخل الدولة العثمانية في الصراع في فترة زمنية قصيرة. ولكنها حافظت في الأشهر الأولى من الحرب على حيادها على الرغم من أنها سمحت لسرب البحرية الألماني بالدخول والبقاء بالقرب من مضيق البوسفور. أبلغ المسؤولون العثمانيون الحكومة الألمانية أن البلاد بحاجة إلى وقت للاستعداد للصراع. وقد قدمت ألمانيا إليهم مساعدات مالية وشحنات أسلحة.
ومع تصاعد ضغط الحكومة الألمانية مطالبة الدولة العثمانية بالوفاء بالتزاماتها التعاهدية، وإلا ستطردها من التحالف وتنهي المساعدة الاقتصادية والعسكرية، فدخلت الحكومة العثمانية في الحرب مع الطرادين التي حصلت عليهما مؤخرًا من ألمانيا ياووز (المعروف سابقًا باسم SMS Goeben) ومديللي (المعروف سابقًا باسم SMS Breslau)، حيث شنت غارة بحرية على ميناء أوديسا الروسي، وبالتالي تورطوا في عمل عسكري وفقًا لالتزامات تحالفهم مع ألمانيا. ومن ثم أعلنت روسيا والوفاق الثلاثي الحرب على الدولة العثمانية.

### بلغاريا

#### مبررات الحرب

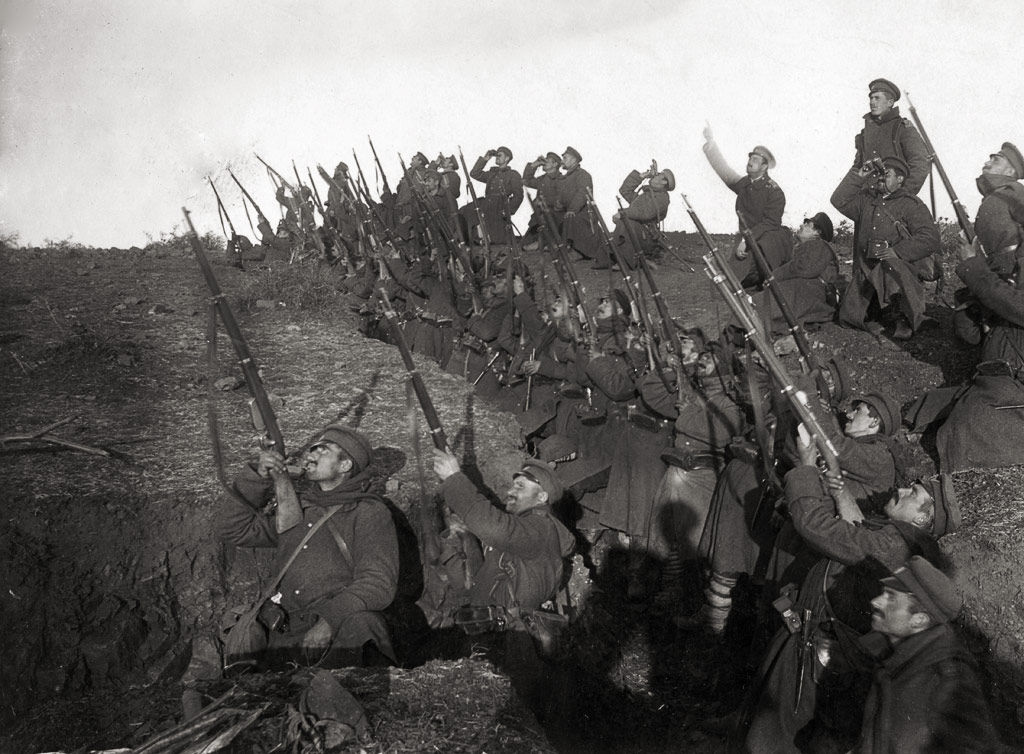
جنود بلغار يطلقون النار على طائرات قادمة

لم تزل بلغاريا مستاءة من هزيمتها في يوليو 1913 على يد صربيا واليونان ورومانيا. ووقعت معاهدة تحالف دفاعي مع السلطنة العثمانية في 19 أغسطس 1914. وكانت آخر دولة انضمت إلى قوى المركز، وكذلك كانت آخر دولة دخلت الحرب، بإعلانها الحرب ضد صربيا في أكتوبر 1915. حيث غزتها بمساعدة القوات الألمانية والنمساوية المجرية. وكانت بلغاريا تحكم منطقة فاردار مقدونيا التي كانت تطالب بها، ثم احتلتها صربيا في أعقاب حروب البلقان 1912-1913 ومعاهدة بوخارست (1913). وكان شرط بلغاريا في دخول الحرب إلى جانب قوى المركز، هو منحها الحق في استعادة الأراضي التي خسرتاه في حروب البلقان.

#### إعلان الحرب
| التاريخ   | المعلن                               | ضد            |
| 1915      | 1915                                 | 1915          |
| --------- | ------------------------------------ | ------------- |
| 14 أكتوبر | مملكة بلغاريا                        | مملكة صربيا   |
| 15 أكتوبر | المملكة المتحدة · مملكة الجبل الأسود | مملكة بلغاريا |
| 16 أكتوبر | الجمهورية الفرنسية الثالثة           | مملكة بلغاريا |
| 19 أكتوبر | مملكة إيطاليا · الإمبراطورية الروسية | مملكة بلغاريا |
| 1916      |                                      |               |
| 1 سبتمبر  | مملكة بلغاريا                        | مملكة رومانيا |
| 1917      |                                      |               |
| 2 يوليو   | مملكة اليونان                        | مملكة بلغاريا |

## قوى أخرى ساهمت بالحرب

### جمهورية جنوب افريقيا
في معارضة لمساهمة اتحاد جنوب أفريقيا الذي انضم إلى الحرب، قام ضباط جيش البوير بما يعرف الآن باسم تمرد ماريتز «بإعادة تأسيس» جمهورية أفريقيا الجنوبية في سبتمبر 1914. ساعدت ألمانيا المتمردين، وكان بعضهم يعمل في أو خارج المستعمرة الألمانية في جنوب غرب أفريقيا الألمانية. تم هزيمة المتمردين جميعًا والقبض عليهم من قبل قوات حكومة جنوب إفريقيا في 4 فبراير 1915.

### الطريقة السنوسية
كانت الطريقة السنوسية عبارة عن طريقة وعشيرة سياسية دينية إسلامية (طريقة صوفية) في ليبيا ، كانت في السابق تحت حكم ليبيا العثمانية، التي احتلتها إيطاليا سنة 1912. وفي 1915 تمكن العثمانيون من إقناعهم، فأعلن زعيم الطريقة أحمد الشريف السنوسي الجهاد وهاجم الإيطاليين في ليبيا والصحراء الغربية لسلطنة مصر التي كانت تحت حكم الإنجليز خلال الحملة السنوسية.

### سلطنة دارفور
في 1915 تخلت سلطنة دارفور عن ولائها للحكومة السودانية وانحازت إلى العثمانيين. فتصرفت الحملة الإنجليزية المصرية في دارفور بشكل استباقي في مارس 1916 لمنع هجوم على السودان وسيطرت على السلطنة في نوفمبر 1916.

### اتحاد زيان
بدأ الاتحاد الزياني قتاله ضد فرنسا في الحرب الزيانية لمنع التوسع الفرنسي في المغرب. استمر القتال منذ 1914 واستمر بعد انتهاء الحرب العالمية الأولى في سنة 1921. بدأت قوى المركز (بالأساس الألمان) في محاولة التحريض على الاضطرابات على أمل في تحويل الموارد الفرنسية عن أوروبا.

## دول عميلة
مع الهجوم البلشفي في أواخر 1917، سعت الأمانة العامة لأوكرانيا إلى طلب الحماية العسكرية أولاً من قوى المركز ثم من القوات المسلحة للوفاق.
كان للسلطنة العثمانية حلفاء في أذربيجان وشمال القوقاز. قاتلت تلك الدول جنبًا إلى جنب تحت قيادة جيش الإسلام في معركة باكو.

### دول تابعة لألمانيا
بولندا (مملكة بولندا)
كانت مملكة بولندا دولة عميلة لألمانيا أُعلنت في سنة 1916 وتشكلت في 14 يناير 1917. تم الاعتراف بهذه الحكومة من قبل زعماء ألمانيا والنمسا-المجر في نوفمبر 1916، واعتمدت دستوراً في 1917. اتخذت ألمانيا قرار إنشاء دولة بولندية من أجل محاولة إضفاء الشرعية على احتلالها العسكري للسكان البولنديين، بعد الدعاية الألمانية التي أرسلت إليهم في 1915 بأن الجنود الألمان أتوا محررين بولندا من القهر الروسي. استخدمت الحكومة الألمانية تلك الدولة إلى جانب التهديدات بالعقاب لحث ملاك الأراضي البولنديين الذين يعيشون في أراضي البلطيق التي تحتلها ألمانيا ببيع ممتلكاتهم للألمان مقابل الانتقال إلى بولندا. بُذلت جهود للحث على هجرة مماثلة للبولنديين من بروسيا إلى الدولة الجديدة.
ليتوانيا (مملكة ليتوانيا)
كانت مملكة ليتوانيا دولة عميلة لألمانيا تأسست في 16 فبراير 1918.
بيلاروسيا (جمهورية بيلاروسيا الشعبية)
جمهورية بيلاروسيا الشعبية إحدى الدول العميلة لألمانيا تأسست في 9 مارس 1918.
أوكرانيا (الدولة الأوكرانية)
الدولة الأوكرانية هي دولة تابعة لألمانيا بقيادة الهيتمان بافلو سكوروبادسكي من 29 أبريل 1918، بعد الإطاحة بحكومة جمهورية أوكرانيا الشعبية.
كورلاند وسيميغاليا
كانت دوقية كورلاند وسيميغاليا دولة تابعة لألمانيا تم إنشاؤها في 8 مارس 1918.
دولة البلطيق
دولة البلطيق المعروفة أيضًا باسم «دوقية البلطيق المتحدة»، تم إعلانها في 22 سبتمبر 1918 من قبل الطبقة الحاكمة الألمانية البلطيقية. كان من المقرر أن تشمل المحافظات الإستونية السابقة ودمج دوقية كورلاند وسيميغاليا المنشأة حديثًا في دولة موحدة. تم إنشاء قوة مسلحة باسم جيش دولة البلطيق في نوفمبر 1918، قبل استسلام ألمانيا مباشرة والتي شاركت في الحرب الأهلية الروسية في البلطيق.
فنلندا (مملكة فنلندا)
كانت فنلندا موجودة باسم دوقية فنلندا الكبرى ذاتية الحكم منذ 1809 وحتى انهيار الإمبراطورية الروسية سنة 1917، حيث نالت استقلالها. وبعد نهاية الحرب الأهلية الفنلندية حيث دعمت ألمانيا الحرس الأبيض ضد الحركة العمالية المدعومة من الاتحاد السوفيتي في مايو 1918، كانت هناك تحركات لإنشاء مملكة فنلندا. تم انتخاب أمير ألماني لكن هدنة انتهاء الحرب العالمية ألغت ذلك.
القرم (حكومة منطقة القرم)
كانت حكومة القرم الإقليمية دولة عميلة لألمانيا تم إنشاؤها في 25 يونيو 1918.
جورجيا (جمهورية جورجيا الديمقراطية)
أعلنت جمهورية جورجيا الديمقراطية استقلالها سنة 1918 مما أدى بعد ذلك إلى نزاعات حدودية بينها وبين الدولة العثمانية. وبعد فترة وجيزة من غزو العثمانيين للجمهورية، حيث وصلت بسرعة إلى بورجومي. أجبر هذا جورجيا على طلب المساعدة من ألمانيا. فأجبرت ألمانيا العثمانيين على الانسحاب من الأراضي الجورجية والاعتراف بهم. وقعت ألمانيا وجورجيا والعثمانيون معاهدة باطومي للسلام التي أنهت الصراع بين الأخيرين. في المقابل أصبحت جورجيا «حليفًا» ألمانيًا. عُرفت تلك الفترة الزمنية من الصداقة الجورجية الألمانية باسم الحملة الألمانية في القوقاز.

### دول تابعة للدولة العثمانية
جبل شمر
كان إمارة جبل شمر دولة عربية في الشرق الأوسط ارتبطت ارتباطًا بالحرب العالمية الاولى بمشاركة قائدهم " سعود عبدالعزيز ال رشيد " .
أذربيجان (جمهورية أذربيجان الديمقراطية)
في سنة 1918 احتلت الدولة العثمانية جمهورية أذربيجان الديمقراطية، في مواجهة الثورة البلشفية ومعارضة حزب المساواة الإسلامي، حيث طردت البلاشفة ودعمت المساواة. حافظ العثمانيون على وجودهم في أذربيجان حتى نهاية الحرب في نوفمبر 1918.
جمهورية الجبل (جمهورية شمال القوقاز الجبلية)
ارتبطت جمهورية شمال القوقاز الجبلية بقوى المركز.

## حالات مثيرة للشك
لم تكن الدول المدرجة في هذا القسم أعضاء في قوى المركز. إلا أن تعاونهم خلال الحرب مع واحد أو أكثر من أعضاء قوى المركز إلى مستوى يجعل حيادهم محل شك.

### إثيوبيا

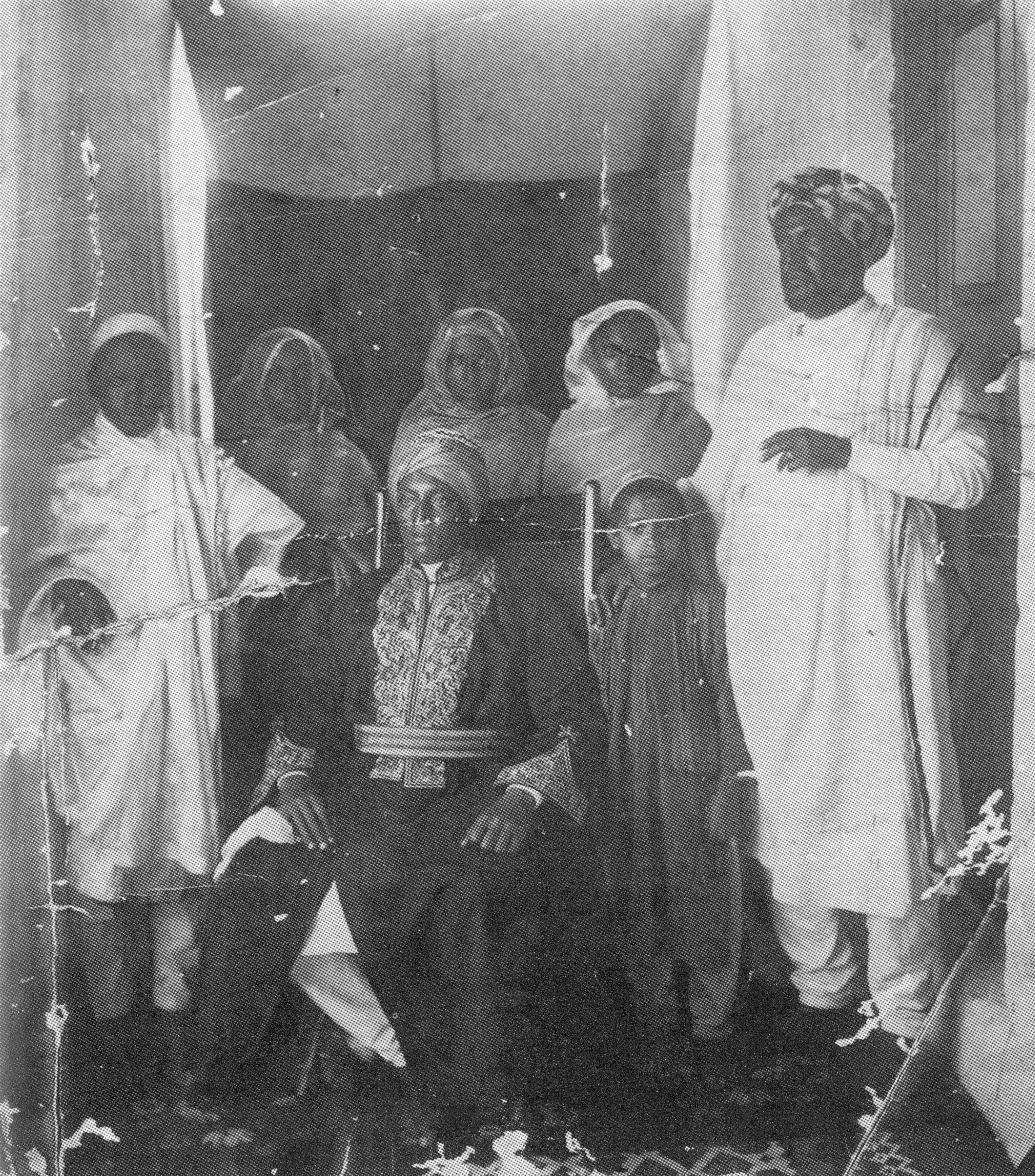
ليج إياسو حاكم إثيوبيا حتى 1916، ويرى في الصورة بعمامته ذات الطراز العثماني.

كانت الإمبراطورية الإثيوبية محايدة رسميًا طوال الحرب العالمية الأولى، لكنها تعرضت للشك القوي في تعاطفها مع قوى المركز خلال 1915 و 1916. وكانت إثيوبيا في ذلك الوقت واحدة من الدول المستقلة القليلة في إفريقيا وقوة رئيسية في القرن الأفريقي. كان حاكمها ليج إياسو مشتبه على نطاق واسع بأن لديه مشاعر مؤيدة للإسلام ويتعاطف مع الدولة العثمانية. حاول الألمان الوصول إليه، حيث أرسلوا عدة بعثات غير ناجحة إلى المنطقة في محاولة لتشجيعه على التعاون في انتفاضة على غرار الثورة العربية في شرق إفريقيا. قاد ليو فروبنيوس وهو عالم إثنوغرافي شهير وصديق شخصي للقيصر فيلهلم الثاني إحدى الحملات الفاشلة. ومن المحتمل أن تكون إثيوبيا تحت توجيهات إياسو قد زودت متمردي الدراويش المسلمين بالسلاح خلال حملة أرض الصومال من 1915 إلى 1916، مما ساعد بصورة غير مباشرة قضية قوى المركز.
خوفًا من تزايد نفوذ إياسو والدولة العثمانية، تآمر النبلاء المسيحيون في إثيوبيا ضده سنة 1915. حيث طرد في المرة الأولى من قبل البطريرك الأرثوذكسي الإثيوبي، وثم أطيح به في انقلاب يوم 27 سبتمبر 1916. تم تنصيب الوصي رأس تافاري ماكونين على العرش.

## قوى وحركات مساهمة
دعمت عدة حركات قوى المركز لأسبابها الخاصة، مثل القوميون الأيرلنديون الراديكاليون الذين أطلقوا انتفاضة عيد الفصح في دبلن في أبريل 1916؛ لقد أشاروا إلى «حلفائهم الشجعان في أوروبا». ولكن مع ذلك فقد دعم معظم القوميين الأيرلنديين جهود الحرب البريطانية والحلفاء حتى 1916، عندما بدأالمشهد السياسي الأيرلندي بالتغير.
 وفي بولندا سنة 1914 سمحت ألمانيا والنمسا والمجر ليوزف بيوسودسكي بتشكيل جحافل بولندية مستقلة. أراد بيوسودسكي أن تساعد جحافله قوى المركز على هزيمة روسيا ثم الوقوف إلى جانب فرنسا والمملكة المتحدة والفوز بالحرب معهم.
ومن القوى والحركات الأخرى المساهمة مع قوى المركز:-
- احتجاجات آسيا الوسطى 1916
- ثورة كاوصن
- الحرب الزيانية
- جماعة الإخوان الجمهوريين الأيرلندية
- الحرس الأبيض
- المؤامرة الهندوسية الألمانية
- بعثة نيدرماير-هنتيغ[الإنجليزية]
- الحملة السنوسية
- حرب فولتا-باني
- أهل حيدرة منصور

## هدنة نهاية الحرب والمعاهدات

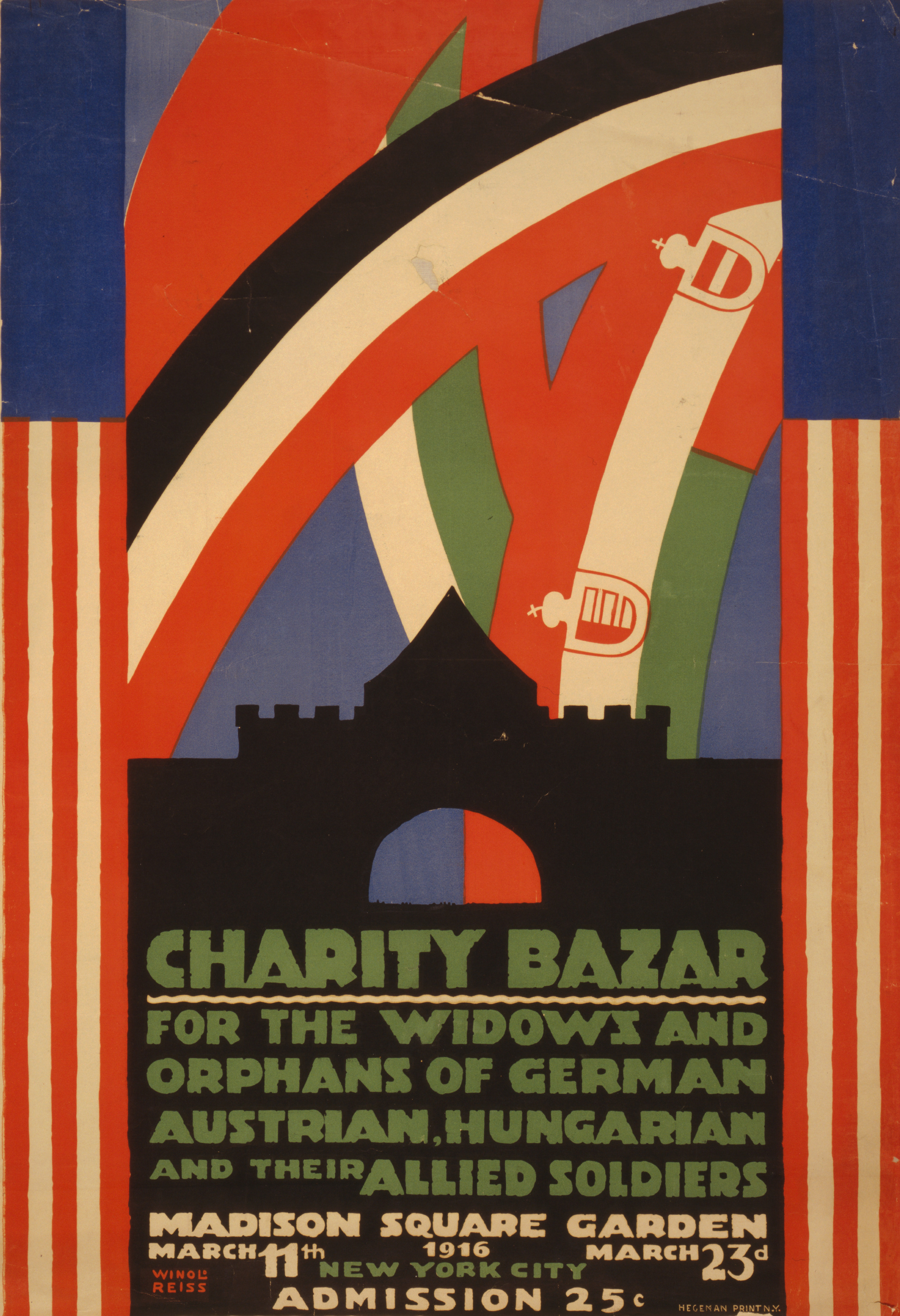
ملصق لسوق خيري سنة 1916 لجمع الأموال للأرامل والأيتام في دول قوى المركز.

بعد تقدم الحلفاء الناجح في مقدونيا أجبرت بلغاريا على توقيع هدنة مع الحلفاء يوم 29 سبتمبر 1918. ثم حذت السلطنة العثمانية حذوها في 30 أكتوبر 1918 بعد المكاسب البريطانية والعربية في فلسطين وسوريا. وأبرمت النمسا-المجر وقف إطلاق النار بشكل منفصل خلال الأسبوع الأول من نوفمبر بعد تفكك إمبراطورية هابسبورغ والهجوم الإيطالي في فيتوريو فينيتو؛ وقعت ألمانيا على الهدنة التي أنهت الحرب في صباح 11 نوفمبر 1918 بعد هجوم المائة يوم، وسلسلة من التقدم للقوات النيوزيلندية والاسترالية والكندية والبلجيكية والبريطانية والفرنسية والأمريكية في شمال شرق فرنسا وبلجيكا. لم تكن هناك معاهدة موحدة لإنهاء الحرب. تم التعامل مع حكومات المركز في معاهدات منفصلة.
| علم                            | إسم              | تاريخ          |
| ------------------------------ | ---------------- | -------------- |
| بلغاريا                        | بلغاريا          | 29 سبتمبر 1918 |
| الدولة العثمانية               | الدولة العثمانية | 30 أكتوبر 1918 |
| الإمبراطورية النمساوية المجرية | النمسا-المجر     | 4 نوفمبر 1918  |
| القيصرية الألمانية             | ألمانيا          | 11 نوفمبر 1918 |

| علم                      | إسم                    | المعاهدة   | |
| ------------------------ | ---------------------- | ---------- | --- |
| ألمانيا                  | ألمانيا                | وفرساي     | |
| النمسا                   | النمسا                 | سان جرمان  | |
| مملكة بلغاريا            | بلغاريا                | نويي       | |
| المجر                    | المجر                  | تريانون    | |
| الدولة العثمانية · تركيا | الدولة العثمانية تركيا | سيفر لوزان | تسببت معاهدة سيفر في استياء الجماهير الأتراك من السلطنة وأدت إلى اندلاع حرب الاستقلال التركية، والتي تم بعدها توقيع معاهدة لوزان. |

## معرض صور

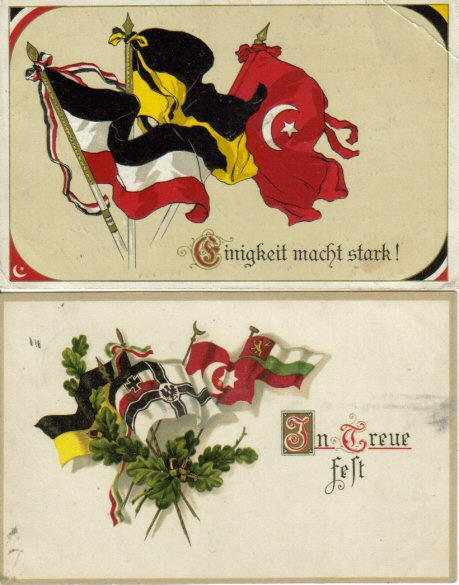
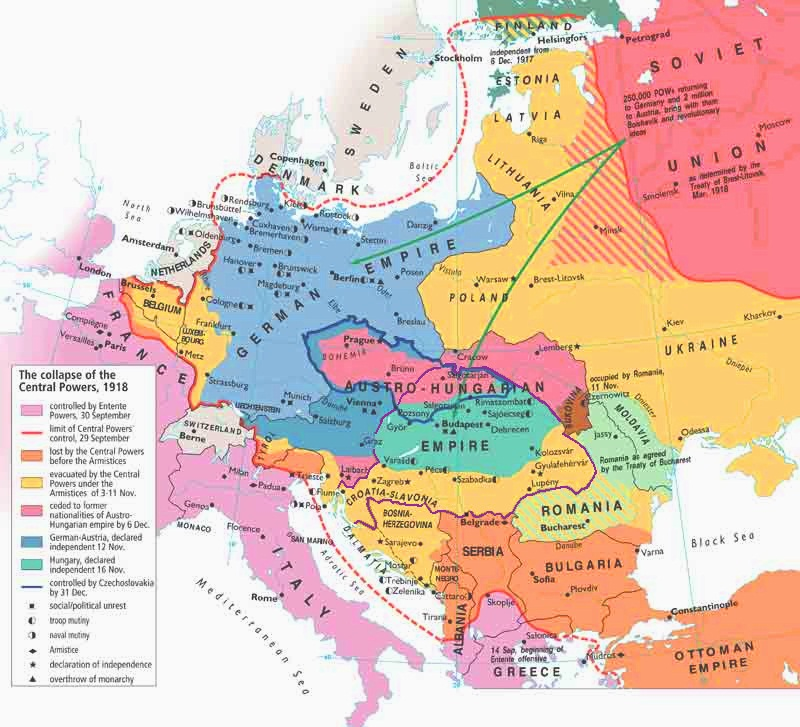